# Agnes Kafula
Agnes Mpingana Kafula, née le 1er novembre 1958 à Onuumba-Etayi en Omusati, est une femme politique namibienne affiliée à la Swapo. 
Elle a été maire de Windhoek de novembre 2012 à décembre 2014, puis députée à l'assemblée nationale de 2015 à 2020. Elle est une des survivantes du massacre de Cassinga, en Angola, du 4 mai 1978 qui a opposé l'armée sud-africaine aux rebelles communistes de l'armée de libération populaire de Namibie (en), soutenue par le bloc de l'Est.
Durant son mandat de maire, elle a été impliquée dans des transactions douteuses de vente de terrains qu'elle a attribué à des prix inférieurs au marché à ses amis et à sa famille. Ce scandale a entraîné une manifestation à Windhoek.